# 三宿駐屯地
三宿駐屯地（みしゅくちゅうとんち、JGSDF Camp Mishuku）は、東京都世田谷区池尻、目黒区東山にまたがる、防衛装備庁と陸上自衛隊が共同使用する防衛省施設・駐屯地である。

## 概要
駐屯地司令は、陸上自衛隊衛生学校長が兼務。駐屯地の前身は旧日本陸軍駒沢練兵場である。
2007年（平成19年）4月2日に、自衛隊で初となる託児所が開所された。託児所は、延べ435平方メートルで、運営は民間に委託される。三宿駐屯地は、衛生関係の機関が集中しており、女性自衛官等の人数が多いことから選ばれた。

## 沿革
- 1955年（昭和30年）
  - 7月11日：三宿駐屯地開設[4]。陸上自衛隊衛生学校が久里浜駐屯地から移駐[5]。
  - 9月1日：防衛庁技術研究所が三鷹から移転[6]。
  - 11月1日：自衛隊中央病院が設置[6]。
- 1958年（昭和33年）5月23日：技術研究所が技術研究本部に改称[6]。
- 1959年（昭和34年）12月4日：衛生学校看護学生課程が中央病院に移管され、婦人自衛官養成所として設置。
- 1971年（昭和46年）7月24日：婦人自衛官養成所が自衛隊中央病院高等看護学院に改称。
- 1996年（平成08年）3月29日：教育支援衛生隊が新編。
- 1999年（平成11年）3月29日：教育支援衛生隊が衛生教導隊に改編。
- 2000年（平成12年）3月：技術研究本部が市ヶ谷地区に移転。
- 2001年（平成13年）3月27日：部隊医学実験隊が新編。陸上自衛隊開発実験団に編合。
- 2009年（平成21年）4月3日：新自衛隊中央病院が開設。
- 2016年（平成28年）3月28日：自衛隊中央病院高等看護学院が廃止[7][8]。
- 2018年（平成30年）3月26日：中央即応集団廃止に伴い、対特殊武器衛生隊が陸上総隊直轄部隊として編入の上、朝霞駐屯地から移駐。
- 2021年（令和03年）4月1日：防衛装備庁電子装備研究所と先進技術推進センターが廃止、次世代装備研究所が設置。
- 2024年（令和06年）10月1日：防衛装備庁次世代装備研究所が新世代装備研究所に改組[9]。
- 2024年度（令和6年度）：新世代装備研究所が東立川地区に移転予定[10][11]。
- 2029年（令和11年）度以降：医薬品を含む衛生器材を扱っている陸上自衛隊関東補給処用賀支処が用賀駐屯地から移転予定[12]。

## 駐屯部隊・機関

### 防衛大臣直轄部隊・機関
- 陸上自衛隊衛生学校
- 陸上自衛隊教育訓練研究本部
  - 陸上自衛隊開発実験団
    - 部隊医学実験隊
- 警務隊
  - 東部方面警務隊
    - 第126地区警務隊
      - 三宿派遣隊

### 陸上総隊隷下部隊
- 対特殊武器衛生隊[13]

### 東部方面隊隷下部隊
- 東部方面システム通信群
  - 第105基地システム通信大隊
    - 第316基地通信中隊
      - 三宿派遣隊

### 共同の機関
- 自衛隊中央病院

### 防衛装備庁
- 次世代装備研究所

## 最寄の幹線交通
- 高速道路：首都高速3号渋谷線 渋谷出入口/三軒茶屋出入口
- 一般道：国道246号、東京都道317号環状六号線、東京都道318号環状七号線、東京都道416号古川橋二子玉川線、東京都道420号鮫洲大山線、東京都道423号渋谷経堂線
- 鉄道：東急田園都市線 池尻大橋駅/三軒茶屋駅
- 港湾：東京港（指定特定重要港湾）
- 飛行場：東京国際空港（第一種空港）、調布飛行場、横田飛行場、入間基地、立川飛行場（その他の飛行場）、東京ヘリポート（公共用ヘリポート）